# Route de la soie
Pour les articles homonymes, voir Nouvelle route de la soie.

La Route de la soie terrestre superposée aux frontières modernes.

La Route de la soie est un réseau ancien de routes commerciales entre l'Asie et l'Europe, reliant la ville de Chang'an (actuelle Xi'an) en Chine à la ville de Constantinople (aujourd'hui Istanbul), en Turquie. Elle tire son nom de la plus précieuse marchandise qui y transitait : la soie.
La Route de la soie était un faisceau de routes, terrestres mais aussi maritimes (et on peut donc parler aussi bien « des » routes de la soie), par lesquelles transitaient de nombreuses marchandises, ainsi que des techniques, des idées, des religions. Ces routes monopolisèrent les échanges Est-Ouest pendant des siècles. Les plus anciennes traces connues de la Route de la soie, comme voie de communication avec les populations de l'Ouest, remontent à « 2000 avant notre ère au moins ». Les Chinois en fixent l'ouverture au voyage de Zhang Qian entre -138 et -126. Mais la Route de la soie s'est développée surtout sous la dynastie Han (206 av. J.-C. - 220 apr. J.-C.), en particulier Han Wudi. Elle connut une nouvelle période de développement sous la dynastie Tang (618-907), puis durant la paix mongole, au XIIIe siècle.
À partir du XVe siècle, la Route de la soie est progressivement abandonnée, l'instabilité des guerres turco-byzantines, puis la chute de Constantinople poussant en effet les Occidentaux à chercher une nouvelle route maritime vers les Indes, à travers l'Atlantique. L'abandon de la Route de la soie correspond, ainsi, au début de la période des « grandes découvertes » durant laquelle les techniques de transport maritime deviennent de plus en plus performantes. Du côté chinois, les empereurs Ming Yongle, puis Ming Xuanzong chargent, à la même époque, l'amiral Zheng He d'expéditions maritimes similaires.
En 2013, un projet d'infrastructures portuaires et routières visant à renforcer la circulation des marchandises de et vers la Chine porte le nom de nouvelle route de la soie.

## Concept et origine du nom

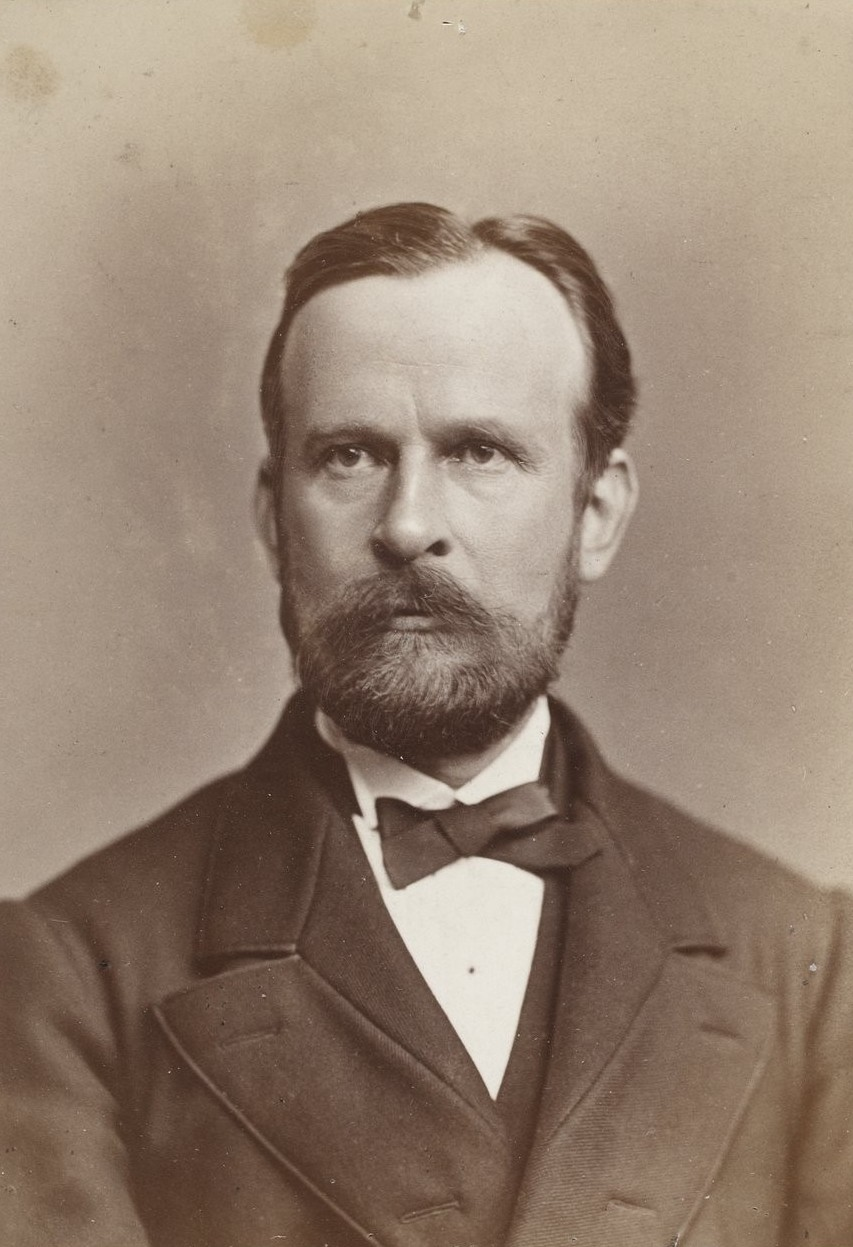
Ferdinand von Richthofen, géographe ayant contribué à l'utilisation du terme Route de la Soie au XIXe siècle

L'expression de « Route de la soie » est une invention moderne, qui date du XIXe siècle. Elle est due aux géographes allemands, sous la forme Seidenstraße. Le premier emploi attesté est dans un ouvrage de Carl Ritter en 1838 (qui avait parlé dès 1818 d'une « Route des Sères », Straße der Seren). Il est repris par Ferdinand von Richthofen (1833-1905), sans pour autant lui donner une grande importance et en faire un emploi systématique (il parle aussi de Sererstrasse « Route des Sères » et de Karawanenstrasse « Route des caravanes »). Il inspire néanmoins les premiers emplois de l'expression en anglais et en français (par exemple dans la Géographie universelle d’Élisée Reclus). Son emploi de l'expression ne désigne alors qu'une portion spécifique du réseau des voies commerciales décrite par Marinos de Tyr. Celle-ci se diffuse dans les études scientifiques à la suite des travaux d'Albert Herrmann, qui en attribue la paternité à Richthofen, mais en fait une utilisation plus large, puis par Sven Hedin.
Ce concept est élaboré non sans arrière-pensées politiques, diplomatiques et économiques, dans un contexte d'intérêt croissant des puissances européennes pour l'Asie centrale, et de rivalités avec la Chine, notamment dans le contexte de projet de mise en place d'une voie de chemin de fer trans-asiatique,. L'emploi du concept se répand dans les études scientifiques alors que se développent les explorations archéologiques de l'Asie centrale dans les premières décennies du XXe siècle, d'abord par des Occidentaux, puis par des Chinois. L'usage du terme se consolide après 1945, notamment grâce à des expositions et ouvrages de vulgarisation, et se généralise comme une manière populaire de désigner divers sujets en rapport avec l'Asie centrale et le Moyen-Orient.
L'emploi du terme est actuellement débattu par les spécialistes. Certains questionnent sa pertinence car il simplifie le sujet : il existe plusieurs routes dans les temps anciens, dont le rôle ne peut être réduit à celui de relier Extrême-Orient et Occident. Sa généralisation tendrait à occulter la complexité de l'histoire de l'Asie centrale,.
L'historienne britannique Susan Whitfield (2023), qui comme d'autres parle de « Route de la Soie » (Silk Road) mais aussi de « Routes de la Soie » au pluriel (Silk Roads), résume ainsi les usages du terme :

« Route/Routes de la Soie est un terme actuellement largement utilisé dans le milieu universitaire et au-delà, mais il s'agit d'une adoption relativement récente et il existe une incertitude et un désaccord quant à sa portée et à sa signification. S'il existe un consensus, c'est qu'il fait référence aux routes commerciales et aux interactions prémodernes à travers l'Afro-Eurasie, se concentrant principalement d’environ 200 avant notre ère jusqu'au premier millénaire, lorsque la culture de la soie et sa technologie se sont diffusées hors de Chine. Elle inclut souvent la période de l'Empire mongol, jusqu'au XIVe siècle. Les routes est-ouest, depuis les États et empires de Chine jusqu'à ceux de la Méditerranée, restent au centre de nombreuses études. Mais de nombreux travaux ont élargi cela, soulignant l'importance de l'Asie centrale et des routes qui la traversent dans toutes les directions, y compris celles venant de l'Asie du Sud et à travers la steppe, ainsi que vers le nord-ouest de l'Europe (…). »

Elle souligne que ces routes se situent plus largement dans un ensemble de voies de communication reliant différentes partie de l'Asie, de l'Europe et de l'Afrique, dont la « Route de la Soie maritime » passant par l'Océan indien, et évoque aussi les nouveaux enjeux politiques et économiques, avec les intérêts de la république populaire de Chine en Asie centrale, la « Nouvelle route de la soie ».

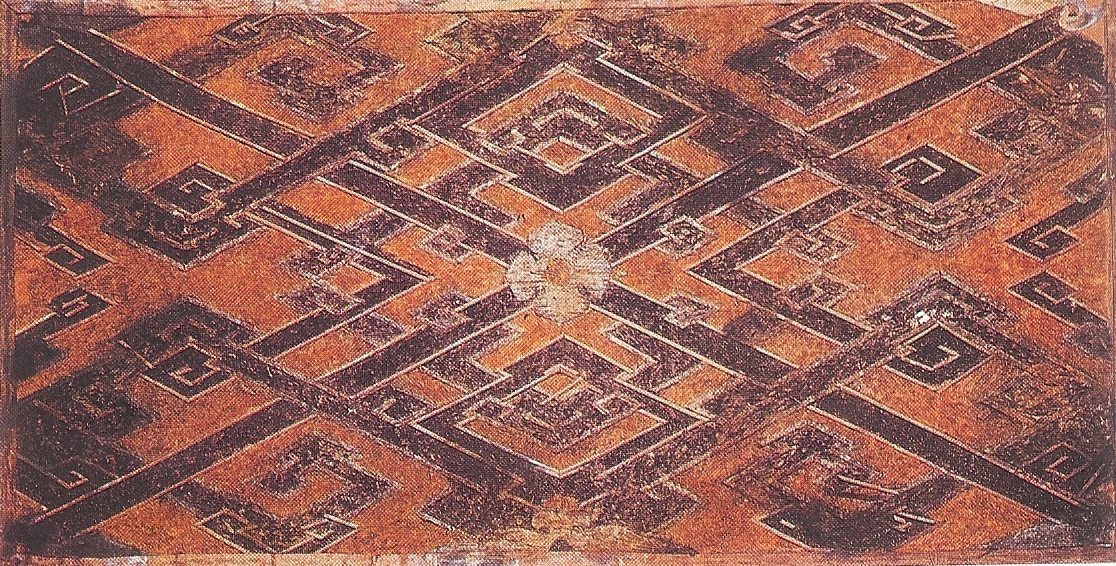
Tissage en soie datant du retrouvé à Mawangdui.

La chronologie de la Route de la Soie est très étendue, mais deux ères d'activités majeures se distinguent. Une première période d'intenses échanges matériels, commerciaux et intellectuels se situe sur environ 350 ans entre le IIe siècle av. J.-C. et la moitié du IIIe siècle ap. J.-C. La seconde période se situe entre les VIIe et XIe siècles. Ces deux ères reposent sur la stabilité et l'influence d'empires régionaux situés en Chine, en Inde, en Perse et dans le Levant. Il est toutefois également soutenu que d'autres périodes de fortes activités sont à supposer au XVe siècle av. J.-C. et vers 3200 av. J.-C., reposant dans ce dernier cas sur les sociétés agraires en Mésopotamie.
Ce réseau assure plusieurs fonctions qui ne reposent pas uniquement sur les échanges commerciaux, mais incluent également la transmission de connaissances intellectuelles, de concepts artistiques et religieux. Il encourage également la propagation des maladies. En ce sens, le concept de la route de la Soie est un ensemble de connexions entre les communautés à courte et moyenne portée qui constituent selon une forme antique de mondialisation selon le prisme afro-eurasien.

## Histoire

### Origine

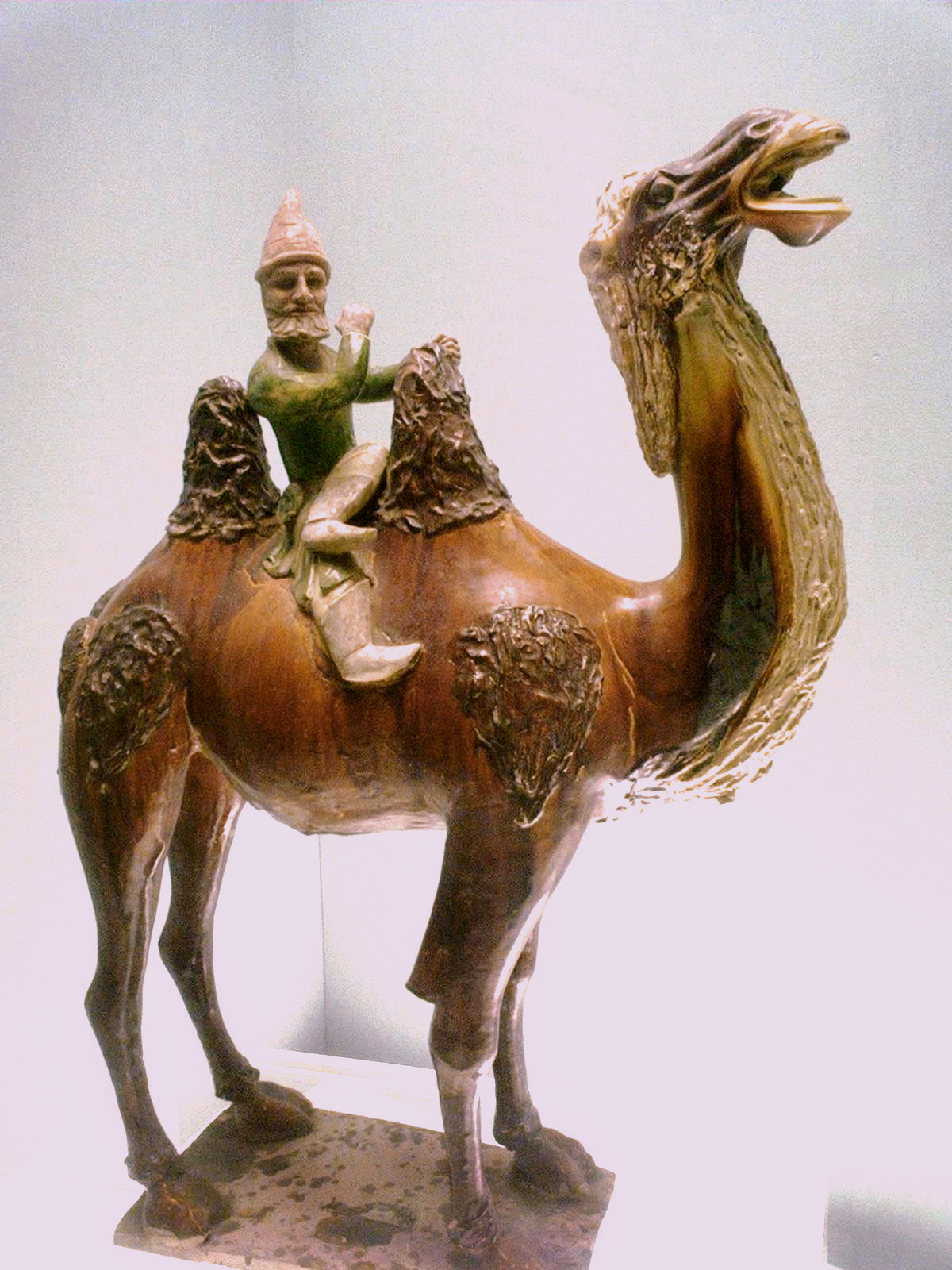
Un sogdien sur un chameau de Bactriane. Figurine chinoise sancai, période Tang, entre 618 et 907. Musée de Shanghai.

Le préhistorien André Leroi-Gourhan considère cette route comme un espace d'échanges actifs dès le paléolithique. Héritière de la Route du jade dont les vestiges datent de 7 000 ans, elle n'est cependant évoquée dans les chroniques chinoises qu'à partir du IIe siècle av. J.-C..
Le nomadisme pastoral devient un mode de vie viable au sein des steppes en parallèle des régions qui se fédèrent progressivement en royaume et empire. Ce mode de vie représente un moteur économique qui renforce la mobilité et la circulation des communautés, réduisant l'effet barrière des contrées montagneuses et désertiques de l'Asie centrale. En lien avec ce mode de vie, la domestication du cheval et du chameau permet d'étendre la capacité mobile des communautés et les réseaux de connexions tissés entre elles.
La proximité entre les communautés nomades et les premières communautés sédentaires renforce le commerce : l'économie du pastoralisme permet aux nomades d'échanger les produits de l'élevage contre de la soie, des céréales, des armes, des outils et des objets de luxe. Trois périodes de migration des populations nomades sont identifiées durant l'Âge du bronze. Elles renforcent la circulation des objets, cultures et techniques ainsi que la formation de corridors commerciaux reliant la Chine, l'Inde et la Mésopotamie.
Selon Michèle Pirazzoli-T'Serstevens, cette route est mentionnée « depuis 2000 avant notre ère au moins » comme voie de passage pour des populations d'agro-pasteurs des steppes eurasiatiques, surtout éleveurs de chevaux. Pour Pascal Butterlin et Martin Sauvage, dès le deuxième millénaire avant notre ère, des matières précieuses (or, argent, cuivre, étain) transitaient par des voies commerciales du moyen orient sur de longues distances, dont la partie occidentale constitua plus tard "les routes de la soie". Par ailleurs, des études publiées en 2012 et 2014 sur la culture de Qijia (une culture du néolithique final du Nord-ouest) ont démontré que ces échanges portaient aussi sur l'apport de la technologie du bronze en Chine.

### Première ère

#### Contexte

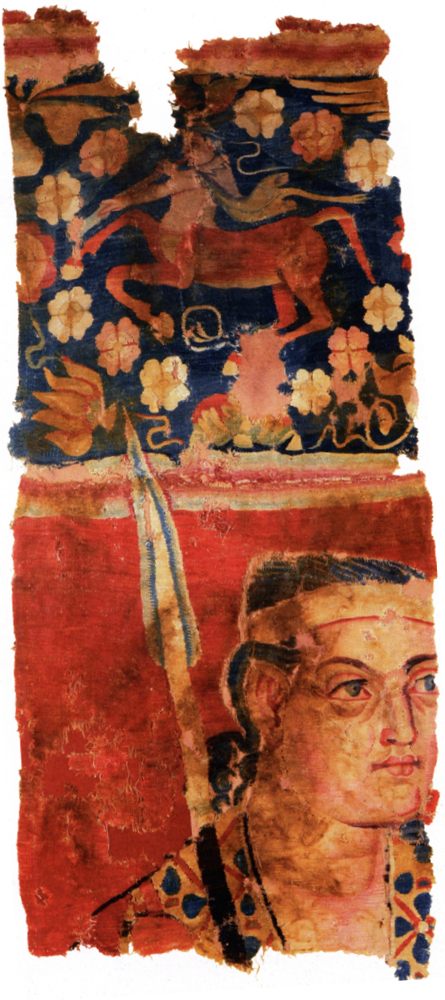
Soldat avec un centaure de la,, Musée du Xinjiang, Ürümqi, Xinjiang, Chine.

La première ère de la route de la soie est caractérisée d'une part par l'émergence de confédérations nomades qui font la jonction entre la Chine et la région persique, d'une autre par la présence de plusieurs civilisations agricoles de grande envergure qui exercent un contrôle sur de grandes portions territoriales de l'Afro-Eurasie. Ces états améliorent sensiblement la sécurisation des routes qu'empruntent les flux marchands, ils soutiennent l'économie commerciales en battant leurs propres monnaies et améliorent les itinéraires par l'établissement d'infrastructures.
Entre les Ve et IIIe siècles av. J.-C., les interactions entre la Chine et le corridor commercial du bassin du Tarim se renforcent. Au IIIe siècle, les entités influentes sont représentées par la dynastie Han, le Xiongnu et les communautés Yuezhi. Les communautés du Xiongnu, à l'origine nomades pastoraux, développent des activités agricoles qui reposent partiellement sur l'économie générée par le commerce de la route de la Soie. Ces interactions s'accompagnent de conflits d'influence dans lesquels les puissances tentent de préserver le contrôle des routes par lesquelles transitent les marchands. Les Grecs, puis les Romains, commencent à parler du « pays des Sères » à partir du IVe siècle av. J.-C. pour désigner la Chine).
Au IIe siècle av. J.-C., à cause de la pression militaire exercée par le Xiongnu et par d'importantes défaites, une importante migration Yuezhi débute. En 166 av. J.-C., une première vague migratoire les repousse jusque dans la région située dans le bassin de la rivière Ili dans l'actuel Kazakhstan. Puis, en 133 av. J.-C., une nouvelle offensive Xiongnu les force à entamer une nouvelle vague migratoire qui les emmène dans les régions de l'actuel Ouzbékistan. Ils se confrontent aux indo-Scythes et au royaume indo-parthe et parviennent à s'y affirmer, devenant un nouvel acteur majeur de la route de la soie, l'Empire kouchan.

#### Impulsion chinoise (130 av. J.-C.)
La première ère de la route de la soie se concrétise après la conquête de l'Asie centrale et la sécurisation des routes traversant le bassin du Tarim et le corridor du Hexi. Cette extension intervient vers 130 av. J.-C., avec les ambassades de la dynastie Han en Asie centrale à la suite des rapports de l'ambassadeur Zhang Qian,,, émissaire envoyé par l'empereur de Chine Wudi (141-87 av. J.-C.), de la dynastie Han. En effet, la dynastie Han succède à plusieurs dynasties chinoises concentrées sur la gestion interne et la centralisation des pouvoirs, elle se trouve à la tête d'un vaste territoire relativement stable qui lui permet de porter un regard vers l'extérieur et s'intéresse aux puissances occidentales. Dans ce contexte, l'expédition de Zhang Qian représente un moment clé dans l'histoire de la route de la Soie et permet d'établir des relations entre les principaux acteurs de la première ère.

Les routes de la soie au Ier siècle.

La route de la soie continue de se concrétiser au Ier siècle av. J.-C. grâce aux efforts de la Chine pour consolider une route vers le monde occidental et l'Inde, à la fois par des implantations directes dans la région du bassin du Tarim et par des relations diplomatiques avec les pays des Dayuan, des Parthes et des Bactriens plus à l'ouest. Certaines régions arides, comme le bassin du Tarim, soumise à un approvisionnement en eau faible développent des systèmes de réseaux de qanat complexe, comme à Tourfan.
Une route maritime de la soie s'ouvre également depuis Giao Chỉ, sous contrôle chinois probablement au Ier siècle. Elle s'étendait, via les ports des côtes de l'Inde et du Sri Lanka, jusqu'aux ports contrôlés par les Romains en Égypte romaine et aux territoires nabatéens sur la côte nord-est de la mer Rouge. Selon les Vingt-Quatre histoires, c'est de cette région que les ambassades romaines arrivent en Chine, à partir de 166, sous les règnes de Marc Aurèle et de l'empereur Huan de Han,,. En effet, vers le début de l'ère chrétienne, les Romains deviennent de grands amateurs de soie après en avoir acquis auprès des Parthes, qui sont alors les organisateurs de ce commerce. Toutefois, les données archéologiques et historiques démontrent que l'importance de la route maritime est minoritaire malgré ses différents avantages et que la majorité des flux marchands circulent le long de la route principale, par voie terrestre. Le premier trajet complet effectué par une caravane romaine est celui de Maès Titianos vers 100.

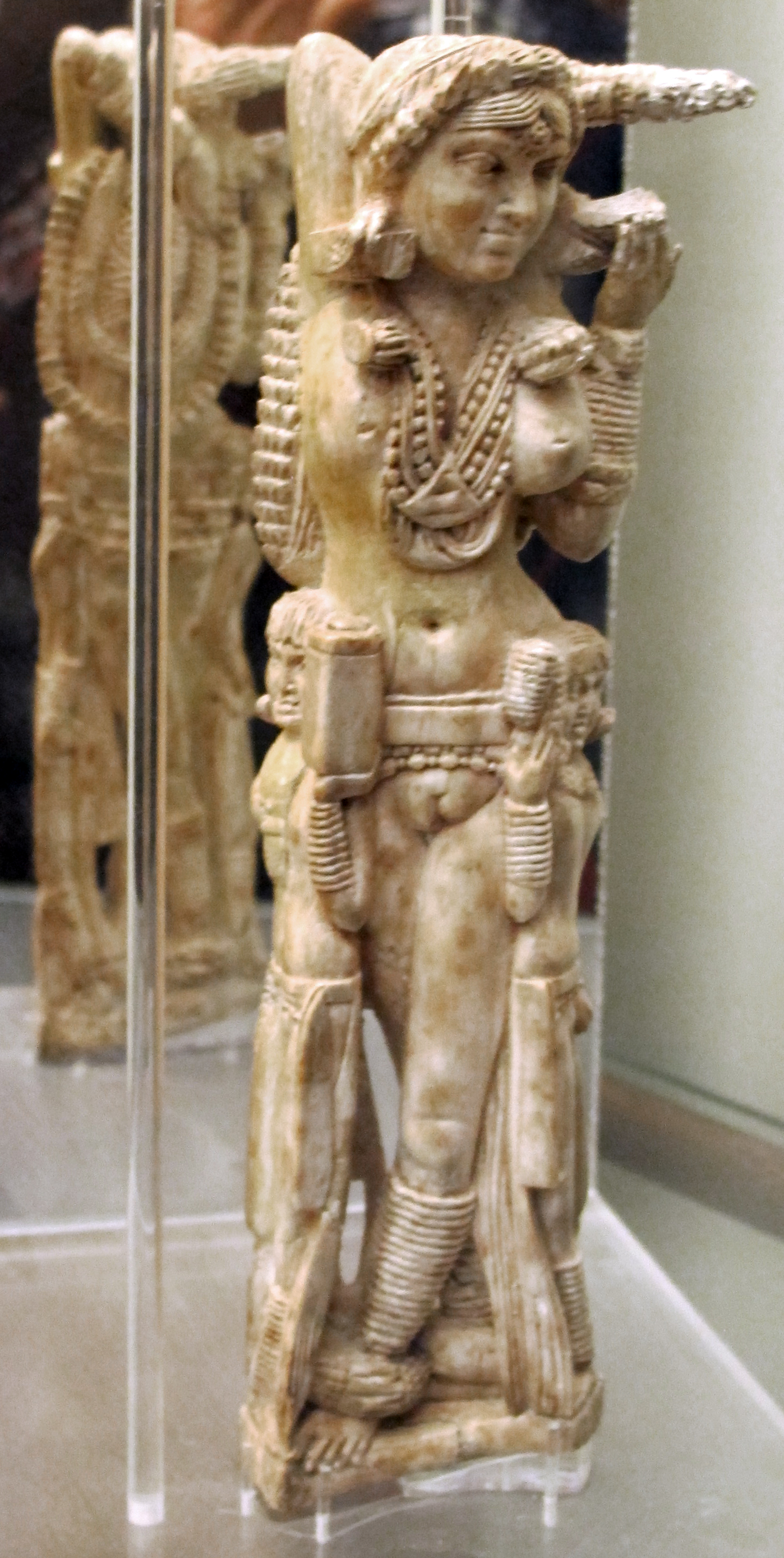
Statuette indienne de Pompéi retrouvée dans les ruines de Pompéi (détruite lors d'une éruption du Vésuve en 79 après J.-C.).

L'unification de l'Asie centrale et de l'Inde du Nord au sein de l'Empire kouchan entre le Ier et IIIe siècles renforce le rôle des marchands de Bactriane et de Taxila. L'importance économique de la route de la soie semble soutenir un climat de paix entre les Han, les Parthes et l'Empire Kouchan dès le Ier siècle et jusqu'à la fin de la première ère de la route de la soie, vers le IIIe siècle.
De nombreux autres produits que la soie voyagent sur ces mêmes routes : musc, pierres précieuses, porcelaine, étoffes de laine ou de lin, de coton ou de chanvre, jade, ambre, ivoire, laque, épices, verre (en particulier : les perles de verre avant qu'elles ne soient produites en Chine), corail, métaux précieux, armes, bois rares, papier, etc.

#### Fin de la première ère
Durant le IIIe siècle, le flux commercial diminue et les échanges culturels s'amenuisent également. Plusieurs éléments causent la fin de la première ère d'activité de la route de la soie. Une première cause importante est la propagation de maladies ayant de très fortes conséquences sur la démographie des différents empires interconnectés. Ces épidémies coïncident non seulement avec la fin de cette première ère, mais aussi avec la chute de trois des quatre empires qui assurent la sécurisation et le soutien des voies commerciales.
La fin de la dynastie Han s'engage dès la fin du IIe siècle au travers de crises politiques internes et de révoltes qui réduisent les forces impériales et la capacité de protection des frontières. En 220, la dynastie prend fin et voit l'émergence des trois Royaumes de Chine qui délaissent le contrôle des régions occidentales du bassin du Tarim. En 224, l'Empire Koushan fait face aux premières invasions Sassanides. La mort de Vasudeva Ier renforce le déclin de l'Empire, lentement remplacé par les Indo-Sassanides dans la région de la Bactriane, point de passage capital de la route de la soie. Ce sont également les Sassanides qui annoncent le déclin de l'Empire Parthe. L'Empire Romain est quant à lui en proie à la crise du troisième siècle à partir de 234.
L'effondrement des trois empires, et leur remplacement, ne met pas fin au commerce de la route de la soie qui se perpétue désormais sans le soutien spécifique d'empires. L'implantation de cité-oasis viables le long du désert du Taklamakan ainsi que de monastères bouddhistes le long des routes de la soie représentent désormais son principal moteur d'activité. Son fonctionnement, indépendant des royaumes et empire, fait le pont entre les marchés chinois, indiens et persiques. À la fin de cette première ère, la concentration des activités se déportent des régions chinoises vers les régions contrôlées par les Sassanides. La voie terrestre depuis la Chine réduit fortement, mais les échanges entre l'Empire byzantin et les Sassanides se renforcent. Les flux commerciaux depuis la Chine regagnent en intensité sous la dynastie Tang alors qu'en parallèle, l'expansion de l'islam provoque d'importants mouvements vers l'Est. Ces deux facteurs permettent de déclencher, au VIIe siècle, une seconde ère majeure de la route de la soie.

### Seconde ère

#### Intérêts byzantins

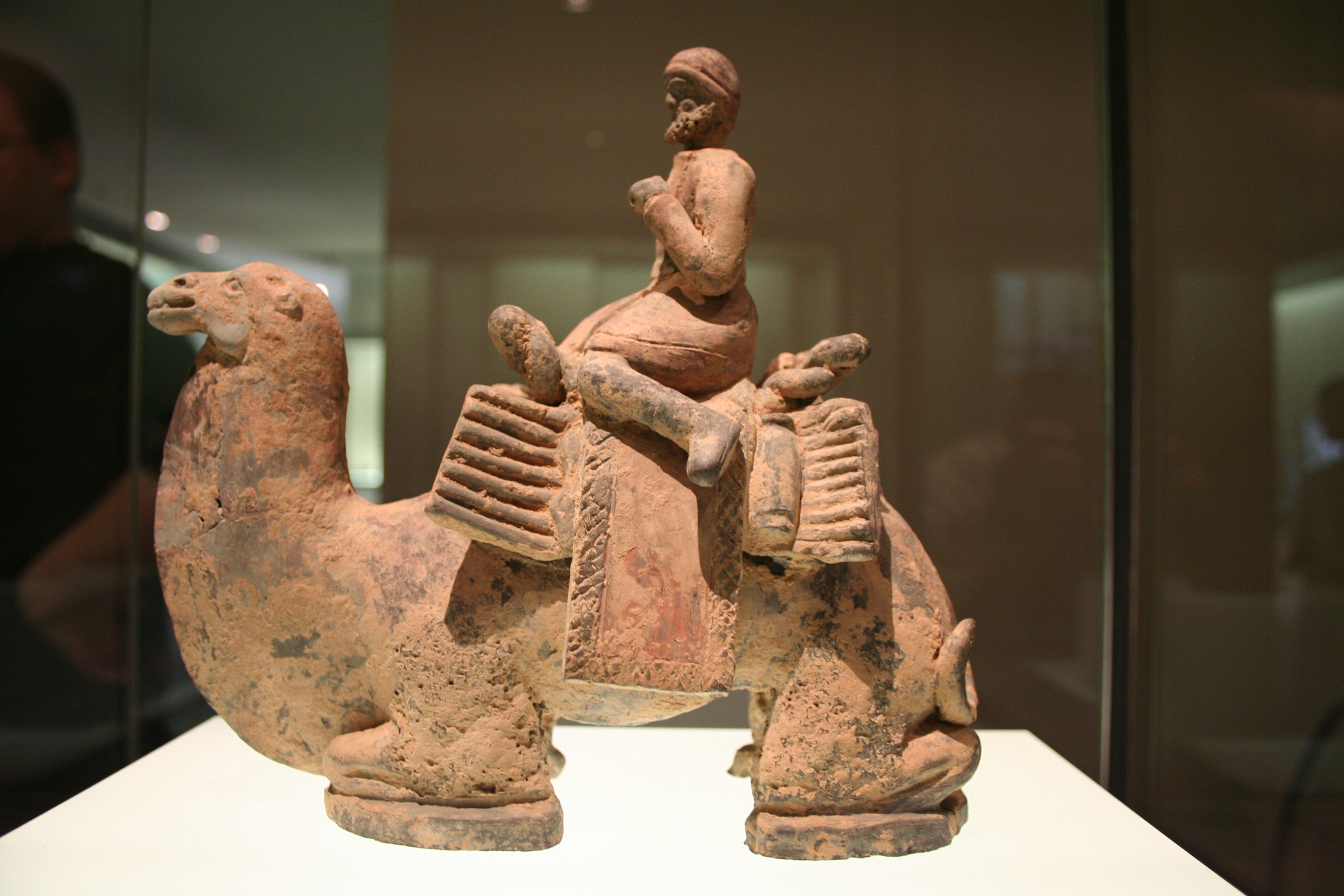
Un marchand occidental sur un chameau, dynastie des Wei du Nord (386–534)

Les Sogdiens, un peuple de langue indo-européenne d'origine scythe établi en Sogdiane, dans l'ouest de l'actuel Ouzbékistan et les pays limitrophes, assurent depuis l'Antiquité, et surtout entre les VIe et VIIIe siècles, l'essentiel du commerce des voies d'Asie centrale entre la Chine, la Perse, l'Occident et l'Inde, et en particulier celui de la Route de la Soie. Polyglottes, ils fournissent bon nombre d'espions, de traducteurs ou d'agents diplomatiques à qui veut bien les employer. Maîtres de la Transoxiane (région située entre les fleuves Oxus et Syr-Daria), ils prélèvent de nombreuses taxes qui enrichirent leurs prestigieuses cités de Samarcande et Boukhara. La majorité des caravansérails d'Asie centrale sont des établissements sogdiens,.
Au VIe siècle, Procope indique que deux moines nestoriens prêchant en Asie centrale découvrent les secrets de la fabrication de la soie. L'intérêt économique de la production de cette matière pousse Justinien à envoyer des émissaires depuis Constantinople vers la Chine, au travers de la route de la soie, dans le but de voler les œufs de vers à soie, permettant les premières productions de soie en Thrace et offrant à l'Empire byzantin le monopole sur la production de soie durant l'Europe médiévale. En 568, Justin II et Istämi forment une alliance contre Khosrow Ier et créent une nouvelle voie qui esquive l'Empire sassanide et renforce l'influence des Sogdiens comme intermédiaire commercial avec la Chine,,. En effet, malgré la production byzantine, la qualité de la soie chinoise reste prisée. L'Ancien et le Nouveau Livre des Tang, confirment que des ambassades byzantines (nommé Fu-lin 拂菻) se forment et est considéré similaire au précédent empire, le Daqin 大秦 ; c'est-à-dire l'Empire romain.

#### Dynastie Tang

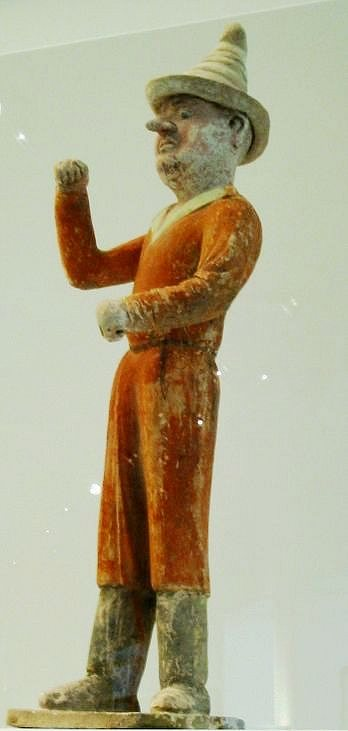
Marchand caravanier étranger, 600-700, dynastie Tang (618–907).

En 639, la dynastie Tang parvient à reprendre le contrôle du Xiyu, incluant le bassin du Tarim, et permet de rouvrir et sécuriser la route de la soie jusqu'en 678. L'Empire du Tibet prend possession du territoire jusqu'en 699, réduisant fortement la circulation durant cette période. Après la reconquête complète des quatre garnisons d'Anxi initialement installées en 640, la voie terrestre est de nouveau sécurisée.
La dynastie Tang adopte également une politique de domination des steppes de l'Asie centrale face aux Göktürks afin de préserver le contrôle sur la région du Xiyu et le maintien de la route de la soie.

Ces événements mènent à une seconde Pax Sinica qui permet à la route de la soie de connaître son second âge d'or durant lequel les marchands perses et sogdiens bénéficient du commerce entre l'Est et l'Ouest. Dans le même temps, l’empire chinois accueille les cultures étrangères, ce qui en a fait un pays très cosmopolite dans ses centres urbains. En plus de la route terrestre, la dynastie Tang développe la route de la soie maritime. Contrairement à la première ère, la voie maritime prend une bien plus grande importance. Une forte présence maritime chinoise est identifiée dans le golfe Persique et la mer Rouge jusqu'en Perse, en Mésopotamie (en remontant l'Euphrate dans l'Irak actuel), en Arabie, en Égypte, à Aksoum et en Somalie.

Route Samarcande-Boukhara au X.

À l'instar de l'Empire Romain durant la première ère, le monde arabe devient un grand consommateur de soie. La production de soie est déjà bien établie dans la région persique et le Levant, mais elle ne suffit pas aux cours royales. L'importation grandit particulièrement durant le VIIe siècle et réduit par conséquent le flux de marchandises rejoignant l'Empire Byzantin par la voie principale.
Durant le VIIIe siècle, la conquête musulmane de la Transoxiane met un terme à l'expansion occidentale chinoise. Le déclin de la dynastie Tang coïncide avec l'expansion musulmane en Asie centrale. Cependant, les Samanides maintiennent la circulation des marchands malgré ces perturbations. De plus, la production de soie dans le monde musulman devient si importante que les flux commerciaux rayonnent pour ce produit y convergent désormais au lieu de circuler d'Est en Ouest. Le réseau commercial musulman s'étend également dans plusieurs régions de l'Afrique, au Nord, à l'Est ainsi qu'à l'Ouest. Au Xe siècle, les Qarakhanides permettent également à la route de la soie de persister, bien que la circulation culturelle et religieuse se réduise, indiquant une diminution des flux marchands.

#### Nouvelle voie Radhanite

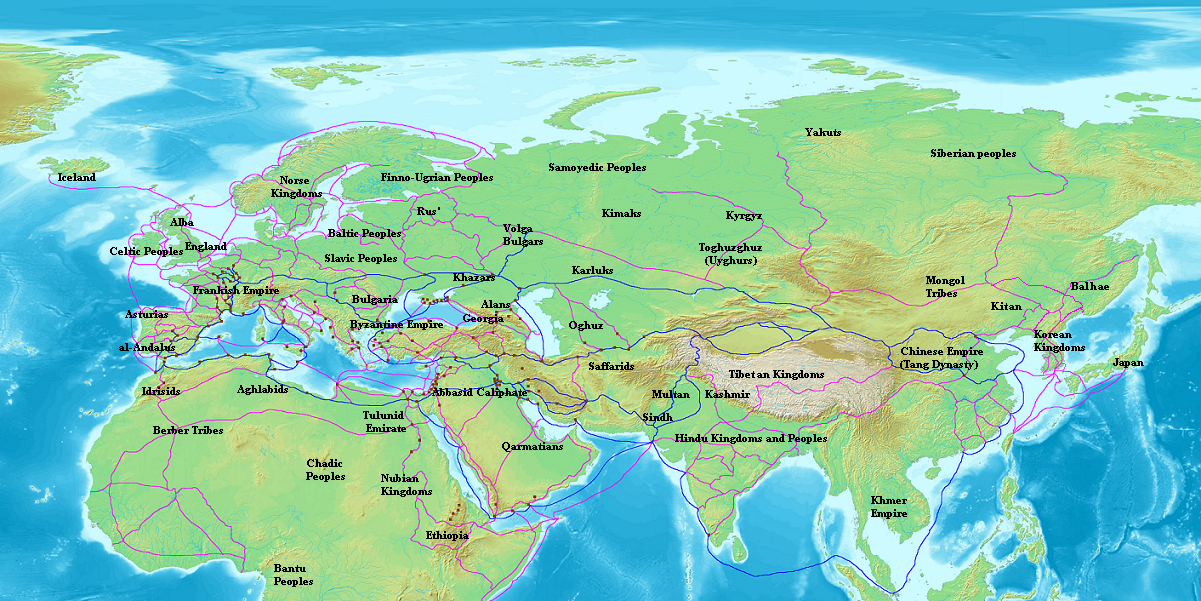
Carte des routes commerciales vers 870. Voies radhanites en bleu, voies commerciales qui en découlent en rose.

Alors que les routes commerciales sont jusqu'alors contrôlées par l'intermédiaire d'empires perses ou d'Asie centrale et s'arrêtent à l'Empire Byzantin, les Radhanites développent une nouvelle branche du réseau commercial qui s'étend jusqu'en Europe occidentale en passant par la steppe pontique contrôlée par les Khazars. Les Radhanites jouent un rôle crucial durant le Moyen-Âge tardif en tant qu'émissaires politiques entre l'Europe de Charlemagne et le monde musulman. Ils contribuent à diffuser les connaissances et techniques des régions liées par la route de la soie,, notamment dans le développement de la médecine au sein des communautés juives d'Europe occidentale.
Dans le cas des Radhanite, ils effectuent de long trajets et leurs caravanes sont protégées par des cavaliers armés. Le sort des communautés juives installées le long du parcours reste précaire : la ville de Canton, principal centre radhanite en Chine, connait plusieurs émeutes durant lesquelles les marchands étrangers sont massacrés. En Europe, l'aisance financière des Radhanites suscite la jalousie des chrétiens qui montrent de l'hostilité à la présence juive dès le IXe siècle.
Contrairement aux précédentes voies commerciales où la soie domine le marché, les routes radhanites développent le commerce des esclaves en particulier dans les régions slaves. Les esclaves sont amenés jusque dans l'Ibérie musulmane. Cependant, la situation des Juifs en Occident se dégrade et marque le début du déclin de leur activité commerciale, et le déclin de l'activité de la route de la soie.

### Pax Mongolica et déclin

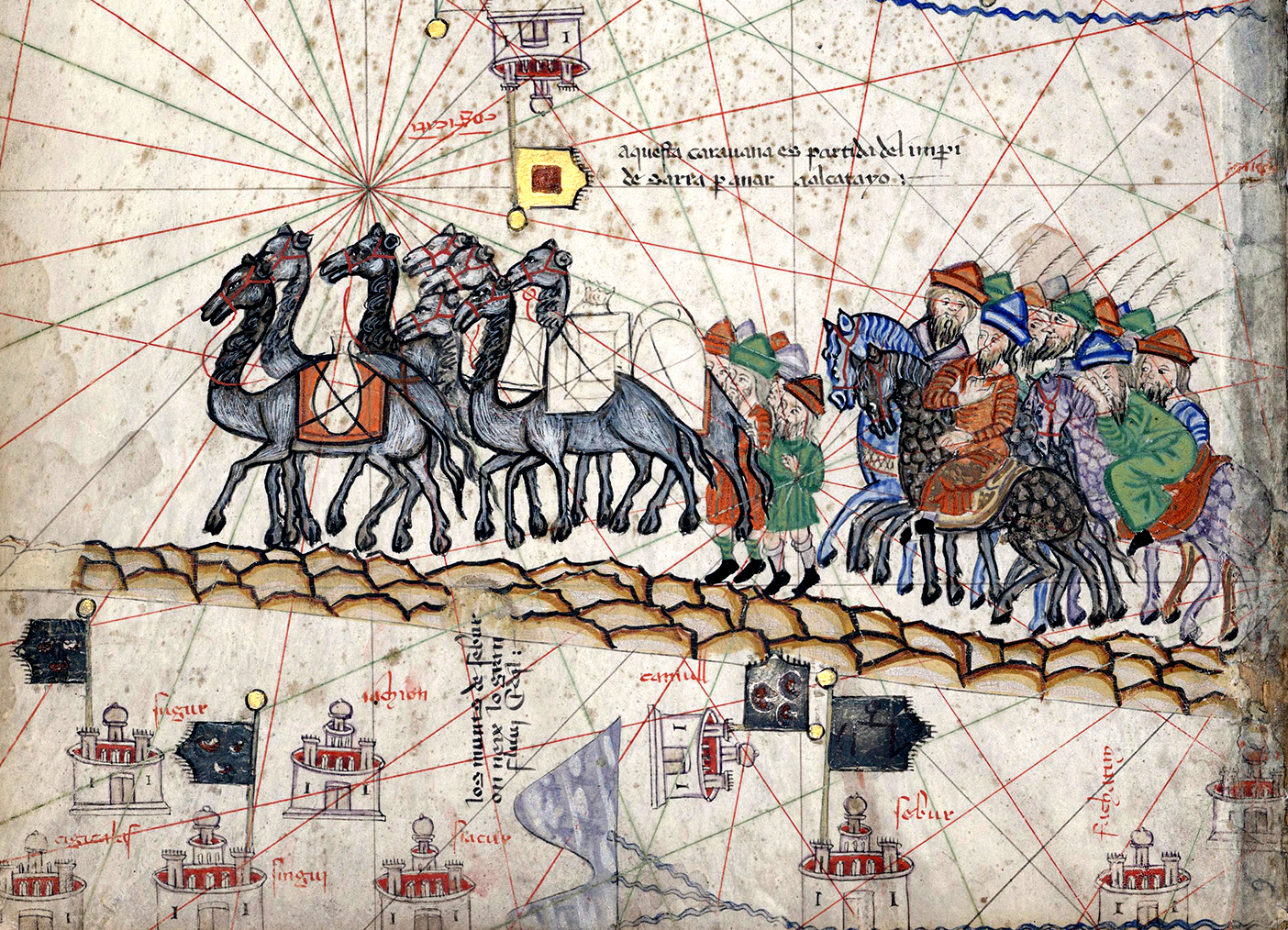
La caravane de Marco Polo voyageant vers les Indes. Illustration d'Abraham Cresques, Atlas catalan.

Alors que l'activité de la route de la soie est en forte réduction, l'expansion de l'Empire mongol s'accompagne du développement de nouvelles routes terrestres ainsi que de la réactivation des principales voies afin de soutenir son économie. Dans la seconde moitié du XIIIe siècle, les mongols établissent de nombreux partenariats commerciaux. Cependant, durant leur conquête, les mongols détruisent de nombreux centres de production de soie situés le long de la route de la soie en Asie Centrale et dans la région persique. Durant la première partie de l'expansion de l'Empire, la court impériale mongole à Karakorum devient une nouvelle étape de la route de la Soie, déviant son parcours vers le Nord.
La conquête de l'Empire khwarezmien, et sa stabilisation sous un même pouvoir exerçant le contrôle, est ce qui permet de revitaliser le réseau commercial entre les parties occidentales et orientales de l'Eurasie. Cela facilite la circulation d'explorateurs et missionnaires chrétiens le long de la route de la soie jusqu'en Chine. Le plus connu d'entre eux, Marco Polo est précédé par Guillaume de Rubrouck, Benedykt Polak, Giovanni da Pian del Carpine et André de Longjumeau. Le commerce international de longue distance développe également de nouvelles méthodes pour faire des affaires : la lettre de change, les dépôts bancaires et l'assurance sont introduits en Europe au cours de la Pax Mongolica.
Plusieurs facteurs provoquent le déclin de la route de la soie. La fragmentation de l'Empire mongol affaiblit l'unité politique, culturelle et économique de la Route de la soie et s'accompagne du déclin des pouvoirs nomades. L'intolérance religieuse est un des facteurs du déclin de la Pax Mongolica. Les Mongols de la Horde d'or se convertissent à l'islam et se confrontent aux Mongols persans. L'extrême rigueur du climat (torride en été et glacial en hiver) complique l'acheminement, qui progresse cahin-caha pendant parfois plus d'un an, à dos de yacks ou en caravanes de cinquante à mille chameaux. De plus, l'introduction de la peste noire depuis l'Asie Centrale vers l'Europe a des conséquences démographiques majeures sur l'ensemble des établissements de la route de la soie.
Ces facteurs renchérissent le prix des produits qui transitent entre l'Extrême-Orient et le bassin méditerranéen. Ces raisons incitent les Européens à rechercher et à pratiquer une route maritime (aussi appelée « routes des épices » ou « routes des parfums ») pour commercer avec les pays d'Orient.
Entre le XIVe et XVIIe siècles, la Chine s'isole et interdit le commerce extérieur sur son territoire, marquant la fin de tout un pan de la route de la soie. Une portion des routes de la soie traversant la région persique jusqu'en Europe persiste par l'intermédiaire des Arméniens qui maintient un monopole sur l'exportation des soies persannes jusqu'à l'effondrement des séfévides au début du XVIIIe siècle,.

## Parcours

### Voie terrestre

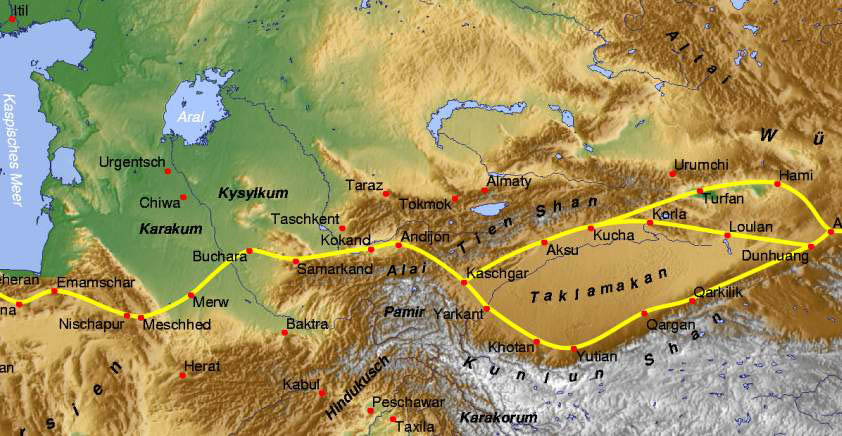
Détail des passages Nord et Sud autour du désert du Taklamakan.

La route de la soie est composée de plusieurs itinéraires. La route principale commence à Chang'an (aujourd'hui appelée Xi'an), une ancienne capitale de la Chine qui est déplacée à Luoyang pendant la dynastie des Han postérieurs. L'itinéraire est défini vers le Ier siècle av. J.-C. après l'expédition menée par Zhang Qian, lorsque Han Wudi met fin aux pressions militaires du Xiongnu.
La route principale se divise en deux routes contournant le désert du Taklamakan et le lac Lop Nur. Ces deux itinéraires possibles possèdent chacun différentes variantes, et sont jalonnés de villes et caravansérails, dont les noms et l'importance varient au fil des temps. Toutes les pistes progressent le long d'un chapelet d'oasis-forteresses situées à la périphérie du désert et au pied des hautes montagnes des Tian Shan ou des Kunlun :
- soit, pour l'itinéraire nord, les sites de Tourfan, Ürümqi, Karachahr, Koutcha, Aksou, Kachgar ;
- soit, pour l'itinéraire sud, les sites de Dunhuang, Miran, Cherchen, Niya, Khotan, Yarkand.

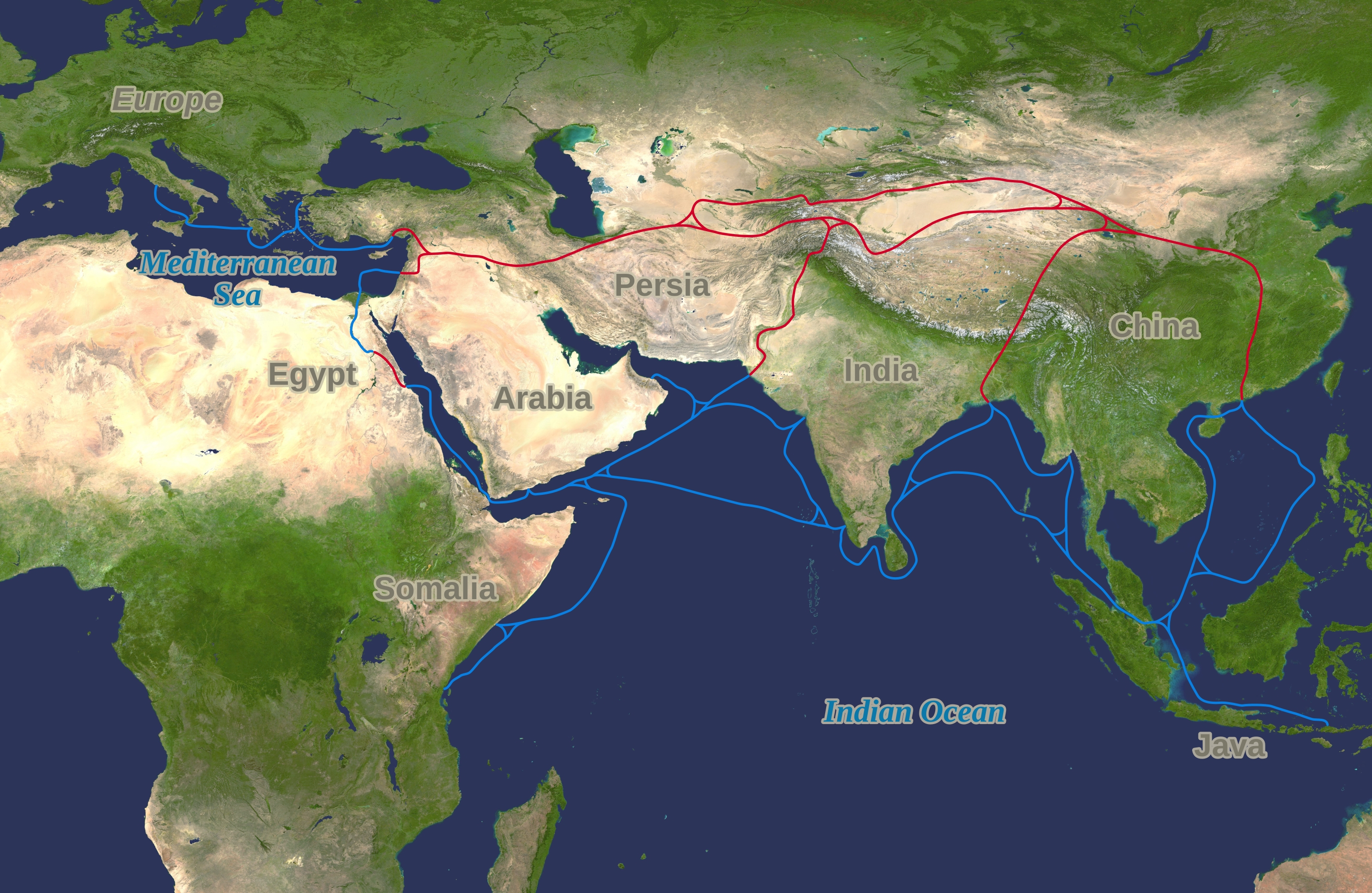
Carte des principales routes commerciales de la route de la soie : en rouge, les routes terrestres, en bleu, les routes maritimes.

À partir de Kachgar et Yarkand, les pistes rejoignent la Perse ou l'Inde à travers les hautes montagnes de l'Asie centrale (Pamir, Hindū-Kūsh et Karakoram), puis par la Sogdiane (Samarcande, Boukhara, Merv), la Bactriane (Balkh) ou le Cachemire (Srinagar).
Les marchandises venues d'Orient ou d'Occident s'échangent dans les oasis, devenues d'importants comptoirs fréquentés non seulement par les commerçants mais aussi par les pèlerins, les soldats et les espions. À son apogée, la Route de la soie relie – côté ouest – l'Empire byzantin et – côté est – une vaste région qui va des Trois royaumes jusqu'aux territoires de la dynastie Yuan en zone chinoise.
Il a existé diverses alternatives de parcours terrestres. La rivière Koura, entre Mer Caspienne et Mer Noire, est ainsi un tracé secondaire de la Route de la soie.

### Voie maritime

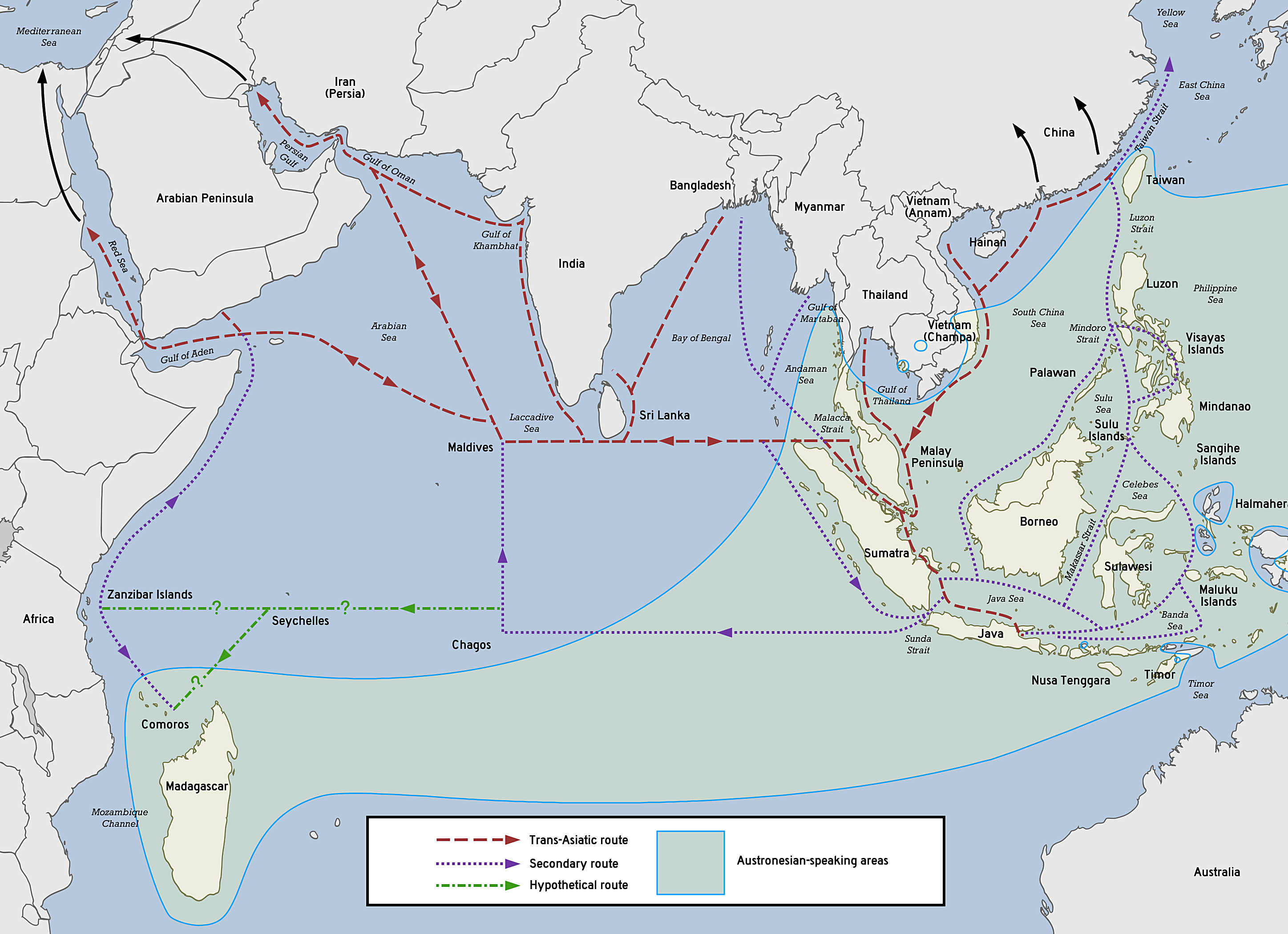
Réseau commercial maritime protohistorique et historique austronésien en Asie du Sud-Est et dans l'océan Indien.

La route de la soie exploite également des voies maritimes qui relient l'Asie du Sud-Est, l'Asie de l'Est, le sous-continent indien, la péninsule arabique, l'Afrique de l'est et l'Europe. Ces voies sont initialement exploitées par des marins austronésiens en Asie qui naviguent sur de longue distance avec des bateaux cousus en forme de radoub,. La route est également utilisée par les boutres perses et arabes dans la mer d'Arabie, et les marchands tamouls en Asie du Sud. Les jonque chinoise rejoignent également cette voie maritime dans la seconde période entre le Xe et XVe siècles,.
Les thalassocraties austronésiennes contrôlent le flux commercial dans les régions orientales de la route maritime de la soie, en particulier autour des détroits de Malacca et de Bangka, la péninsule malaise et le delta du Mékong ; par lesquels passent les principales routes des navires commerciaux austronésiens vers Giao Chỉ (dans le golfe du Tonkin) et Guangzhou (sud de la Chine), les points terminaux. Les routes secondaires passent également par les côtes du golfe de Thaïlande, ainsi que par la mer de Java, la mer de Célèbes, la mer de Banda et la mer de Sulu, rejoignant la route principale à travers le nord des Philippines et Taiwan. Les routes secondaires continuent également vers la mer de Chine orientale et la mer Jaune sur une distance limitée,.
La route principale des régions occidentales de la route maritime de la soie traverse directement l'océan Indien depuis la pointe nord de Sumatra (ou à travers le détroit de la Sonde) jusqu'au Sri Lanka, au sud de l'Inde et au Bangladesh, ainsi qu'aux Maldives. De là, elle bifurque vers des routes à travers la mer d'Arabie, entrant dans le golfe d'Oman (dans le golfe Persique) et le golfe d'Aden (dans la mer Rouge). Les routes secondaires passent également par les côtes du golfe du Bengale, de la mer d'Arabie et vers le sud le long de la côte de l'Afrique de l'Est jusqu'à Zanzibar, les Comores, Madagascar et les Seychelles,.
La voie maritime diffère considérablement de la voie terrestre et ne doit donc pas être considérée comme une simple extension de celle-ci. Les commerçants voyageant via la route maritime de la soie peuvent parcourir toute la distance des routes maritimes, au lieu de passer par des relais régionaux comme c'est le cas pour la voie terrestre. Les navires peuvent transporter de plus grandes quantités de marchandises, créant ainsi un impact économique plus important. Les marchandises transportées par les navires diffèrent également de celles transportées par les caravanes. Les commerçants sur la route maritime sont confrontés à différents périls comme les conditions météorologiques et la piraterie, mais ils ne sont pas affectés par l'instabilité politique et peuvent éviter les zones de conflit.

## Impact

### Culturel

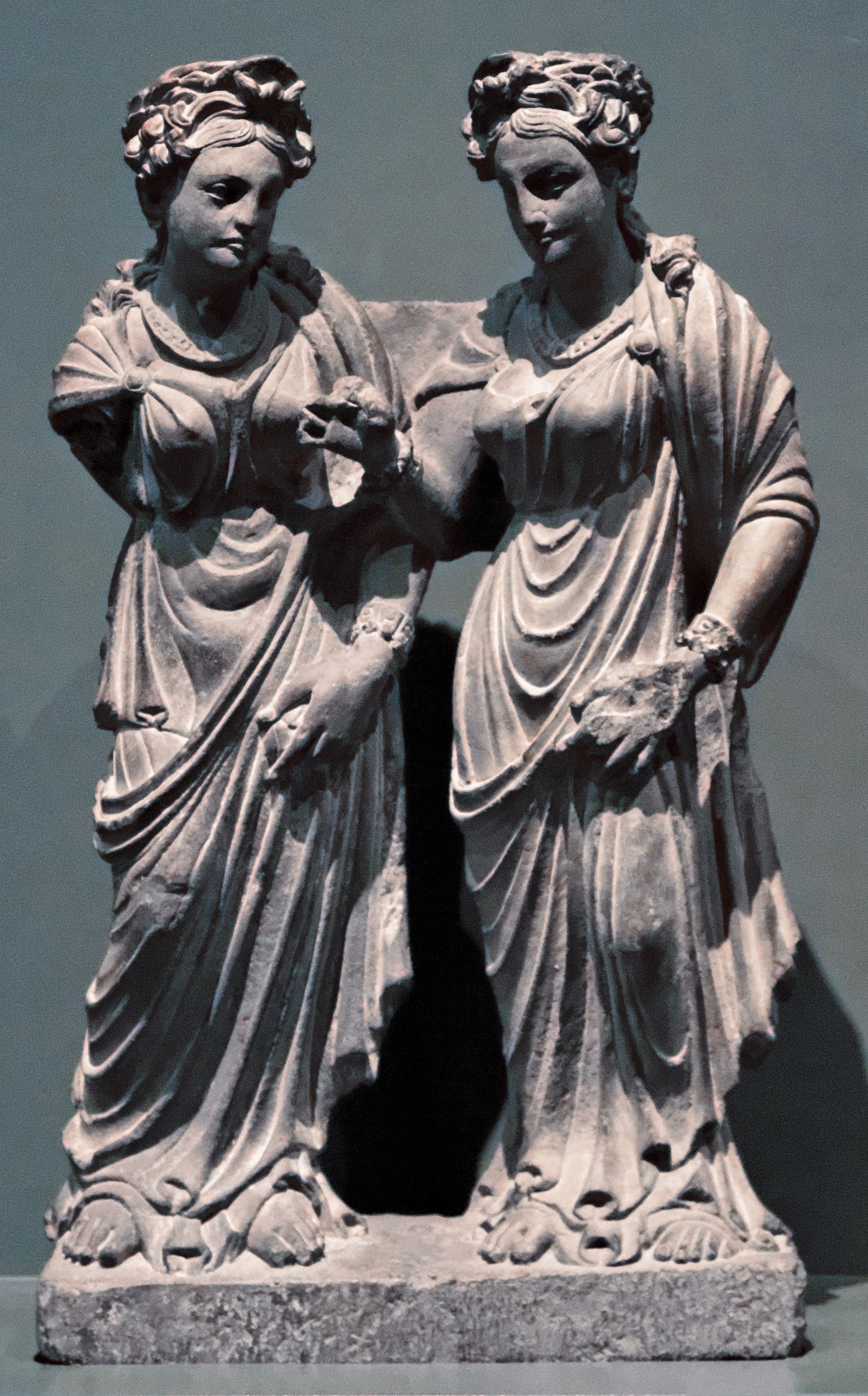
Deux femmes de l'aristocratie. Illustration d'un jātaka. Gandhâra, Empire Kouchan IIe siècle. Schiste. Los Angeles County Museum of Art

De nombreuses influences artistiques sont transmises via la route de la soie, notamment à travers l'Asie centrale, où les influences hellénistiques, iraniennes, indiennes et chinoises ont pu se mêler. L'art gréco-bouddhique représente l’un des exemples les plus frappants de cette interaction. La soie est également une représentation de l’art, servant de symbole religieux. Plus important encore, la soie est utilisée comme monnaie d’échange le long de la route de la soie.
Ces influences artistiques peuvent être observées dans le développement du bouddhisme où, par exemple, Bouddha est représenté pour la première fois sous forme humaine à l'époque kouchane. De nombreux chercheurs attribuent cela à l’influence grecque. Le mélange d'éléments grecs et indiens se retrouve dans l'art bouddhique ultérieur en Chine et dans tous les pays situés sur la route de la soie. Dans le bassin du Tarim, d'importants syncrétismes culturels à partir d'influences indiennes, persanes, occidentales et chinoises forment l'art sérindien.

La soie de Chine suscite une controverse dans l'Empire romain antique. Les tenues de soie portées par les femmes sont considérées par les réactionnaires romains comme un outrage à la pudeur. Le philosophe romain Sénèque en fait une critique : 
« Je peux voir des vêtements de soie, si des tissus qui ne couvrent pas le corps, ni même la décence d’un homme, peuvent être appelés vêtements… De misérables bourres de servantes faites de sorte que l'évidence de l’adultère transparaisse à travers cette fine robe, que son mari ne connaisse pas mieux qu’un étranger le corps de son épouse. »
La production artistique comprend de nombreux objets différents qui sont échangés le long des routes de la soie, de l'est à l'ouest. Un produit courant, le lapis-lazuli, est une pierre bleue avec des taches dorées, qui est utilisée comme peinture après avoir été réduite en poudre.

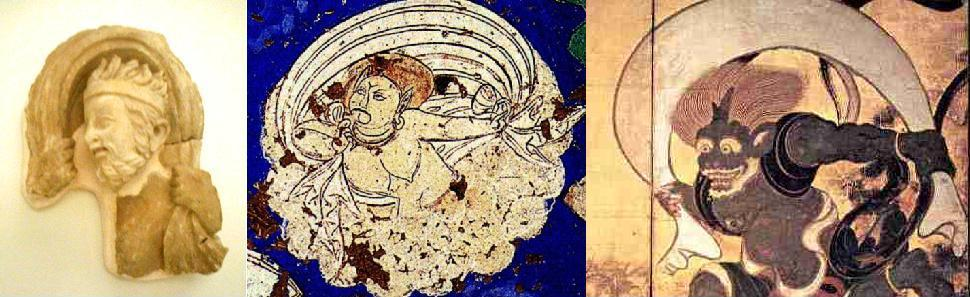
Évolution iconographique du dieu du vent. À gauche : Dieu grec du vent de Hadda, IIe siècle. Milieu : Dieu du vent de Kizil, bassin du Tarim, VIIe siècle. À droite : le dieu du vent japonais Fujin, XVIIe siècle.

### Religieux

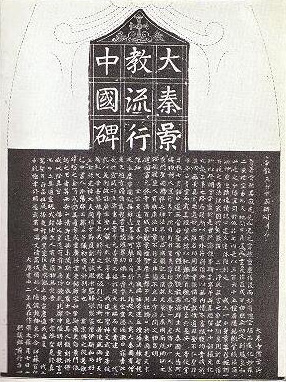
La stèle nestorienne, créée en 781, décrit l'introduction du christianisme nestorien en Chine

Le zoroastrisme, le judaïsme, le bouddhisme, le christianisme, le manichéisme et l’islam se répandent à travers l’Eurasie par le biais de réseaux commerciaux situés le long de la route de la soie et liés à des communautés religieuses spécifiques. La propagation des religions et des traditions culturelles le long des routes de la soie conduit à divers syncrétismes. La mobilité nomade joue un rôle clé en facilitant les contacts interrégionaux et les échanges culturels le long routes de la soie,.
La transmission du christianisme est principalement connue sous le nom de nestorianisme sur la route de la soie. En 781, une stèle inscrite montre des missionnaires chrétiens nestoriens arrivant sur la route de la soie. Le christianisme s'est répandu à l'est comme à l'ouest, apportant simultanément la langue syriaque et faisant évoluer les formes de culte.

Cartographie de la transmission du bouddhisme via la Route de la Soie.

La diffusion du bouddhisme débuterait au Ier siècle. Au cours de cette période, le bouddhisme commence à se répandre dans toute l'Asie du Sud-Est, de l'Est et centrale. Des contacts intensifs se produisent au IIe siècle en conséquence de l'expansion de l'empire kouchan dans le bassin du Tarim, région charnière de la route de la soie. Au cours des Ve et VIe siècles, les marchands jouent un rôle important dans la diffusion du bouddhisme. En effet, plusieurs monastères religieux deviennent des points de passages dans lesquels séjournent les marchands.
La Route est aussi utilisée par les pèlerins qui cherchent à refaire les pérégrinations du Bouddha. Parmi les plus célèbres, on peut citer : le moine Faxian en 399 (le récit de son pèlerinage se trouve dans les Mémoires sur les royaumes bouddhiques) ; le moine Xuanzang en 629, héros du célèbre roman chinois La Pérégrination vers l'Ouest, qui voyage pendant 15 ans ; en 964, 300 moines chinois vont rechercher les enseignements des mahayanistes.
Les adeptes du judaïsme pourraient avoir transité sur la route de la soie dès le VIe siècle av. J.-C. jusqu'en Bactriane et en Sogdiane, bien qu'il n'existe aucune preuve claire d'implantation des Judéens. Le commerce de la soie s'accroit par l'intermédiaire de marchands judéens, les Radhanites qui bénéficient d'une position privilégiée en Asie Centrale. Ce commerce est facilité par les relations entretenues avec les Turcs Khazars. Leur rôle dans la conversion des Khazars au judaïsme est probable, et ils permettent l'installation de communautés juives en Europe de l'Est, Asie centrale, Chine et Inde.

### Technologique
La route de la soie a été un vecteur essentiel de l’innovation et du transfert technologique à travers l’Eurasie. Les technologies échangées, qu’elles soient militaires, agricoles, médicales ou scientifiques, ont non seulement transformé les sociétés locales, mais ont également façonné l’évolution des civilisations et des empires tout au long de l’histoire de la région. Parmi les découvertes les plus marquantes, on trouve la diffusion du cheval et de la roue, éléments essentiels du complexe militaire équestre, qui ont remodelé les sociétés nomades des steppes et influencé les pratiques militaires des civilisations agraires. Ces innovations permettent l’émergence des premiers chariots de guerre, une technologie développée en Asie centrale et qui bouleverse les tactiques militaires dans les régions voisines, y compris la Chine, la Mésopotamie et l’Égypte.
Les avancées agricoles sont largement influencées par les échanges le long de la route de la soie. L'introduction de cultures nouvelles et d'outils agricoles permet une amélioration significative des rendements dans les régions traversées. Les techniques de fabrication du papier, originaires de Chine, se propagent vers l'Occident.
Les progrès dans le domaine médical résulte du transfert des idées et des pratiques thérapeutiques entre la Chine, l’Inde, le monde islamique et l’Europe et permet de développer des théories médicales communes. Les pratiques de l'acupuncture et des remèdes à base de plantes se sont diffusées de la Chine vers le monde islamique et au-delà, tandis que les connaissances sur la médecine préventive, notamment par l’inoculation contre la variole, trouvent des applications variées à travers l’Eurasie, des empires Qing et Ottoman aux royaumes européens.
Sur le plan militaire, la route de la soie accélère la diffusion de la métallurgie et l'utilisation de l’acier et du fer. Les armes et les armements sont échangés et perfectionnés le long de la route de la soie, tout comme les connaissances relatives à la métallurgie et à la fabrication de canons. La diffusion du savoir-faire en matière de poudre à canon, notamment à travers les Mongols qui ont facilité sa propagation en Inde, au Moyen-Orient et en Europe, transforme les tactiques militaires.
L'échange d'innovations technologiques s’est étendu également à des domaines comme la navigation et la construction navale. Les techniques de navigation à l’aide de la boussole et des cartes maritimes sont transmises de Chine vers l'Occident, facilitant ainsi les grandes explorations maritimes européennes ultérieures. Les méthodes de construction navale, notamment l’utilisation de la quille et des voiles triangulaires, influencent les pratiques de navigation à travers les cultures méditerranéennes et indiennes.

### Biologique
La route de la soie constitue une véritable artère biologique, reliant des écosystèmes et des sociétés au sein d’un vaste réseau d’échanges. Bien que ces interactions renforcent la diversité alimentaire et les pratiques agricoles, elles entraînent également des défis écologiques et sanitaires. Ce mélange d’opportunités et de transformations illustre le rôle essentiel de la route de la soie dans l’histoire biologique de l’Eurasie.
Le blé et l’orge, domestiqués dans le Croissant fertile, pénètrent la Chine dès le deuxième millénaire avant notre ère, complétant la culture du riz et permettant des récoltes alternées qui renforcent la sécurité alimentaire. Parallèlement, des plantes asiatiques comme le riz, le soja et le millet s’installent en Asie centrale et occidentale, transformant les pratiques agricoles locales. Les fruits et légumes voyagent également : les agrumes, les pastèques et les aubergines traversent des continents, modifiant les régimes alimentaires et les cuisines. Le coton, cultivé en Inde, trouve sa place en Chine via l’Asie centrale, tandis que l’introduction de la luzerne révolutionne l’élevage dans des régions où le cheval devient un atout essentiel pour le commerce et la guerre.
La route de la soie influence également la diffusion d’animaux domestiques. Le cheval des steppes d’Asie centrale, par exemple, devient un pilier des sociétés sédentaires et nomades à travers l’Eurasie. Les moutons et les chèvres, importés dans des régions isolées, renforcent l’économie pastorale. Cette circulation biologique s’accompagne toutefois de risques sanitaires. Les maladies, comme la peste bubonique, exploitent ces routes interconnectées pour se propager, notamment lors de la pandémie de la peste noire au XIVe siècle. Ces pathogènes voyagent souvent dans les cargaisons ou via les populations humaines et animales, provoquant des bouleversements démographiques.
Les échanges biologiques enrichissent également la culture culinaire et les pratiques alimentaires. L’arrivée d’épices, de nouvelles variétés de fruits et de légumes, ainsi que la diffusion de la viniculture et de la production laitière transforment les goûts et les techniques culinaires, rapprochant des traditions auparavant isolées. L’aubergine, les agrumes et même des produits fermentés, tels que les vins et les fromages, deviennent des marqueurs d’une gastronomie enrichie par les échanges transcontinentaux.

## Postérité
Par une culture internationale, elle a permis des échanges matériels, culturels, religieux et scientifiques entre peuples aussi divers et mutuellement lointains que les Turcs, les Tokhariens, les Sogdiens, les Perses, les Byzantins et les Chinois.
Dans les régions qu'elle traverse, les richesses qu'elle génère représente une force d’attraction et ouvre des horizons pour des tribus qui vivent jusque-là de façon isolée. Ces peuples sont attirés par les richesses et les opportunités qui se présentent à eux et deviennent maraudeurs ou mercenaires. Beaucoup de leurs membres deviennent ainsi des guerriers redoutables, capables de conquérir des cités riches, des terres fertiles et de forger des empires.
Elle évoque pour certains un processus assimilable à la mondialisation. Elle est à l'évidence un sujet intéressant pour ceux qui veulent observer un phénomène précoce d'intégration politique et culturelle causé par le commerce international.
L'unité politique de cette région ne survit pas à la chute de l'Empire mongol, la culture et l'économie de la région en souffrent également. Les seigneurs turcs extorquent à l'Empire byzantin décadent l'extrémité ouest de la route et posent les fondations du futur Empire ottoman. De même, à la suite de l'islamisation de la région, les Chinois deviendront durablement méfiants vis-à-vis de cette voie commerciale, dès la fin de la dynastie Tang, et préféreront la fermeture puis le commerce maritime, qui commencera alors à prendre son essor.

## Nouvelle route de la soie
Ce projet inclut une autoroute de 213 km entre Kashgar et Erkeshtam, opérationnelle depuis septembre 2013. Lancée par le président Xi Jinping, la « nouvelle route de la soie » soulève des questions sur ses bénéficiaires principaux : la Chine ou ses partenaires.
Ce vaste projet commercial relie la Chine, l'Europe et l'Asie centrale. Des tronçons autoroutiers sont déjà en service, et la partie chinoise traverse Lianyungang, Xi'an et le Xinjiang. Un axe de 5 000 km, le Xinsilu, connecte la mer Jaune aux monts Tian pour réduire la dépendance aux routes maritimes.
La route vise à atteindre l’Europe via plusieurs itinéraires, incluant le Kirghizistan, l'Iran ou encore la Russie. La construction est soutenue par des institutions comme la Banque asiatique de développement. Les échanges Chine-Asie centrale atteignaient 25,2 milliards de dollars en 2008.
Un réseau ferroviaire reliant le Xinjiang à l'Iran est aussi planifié. Des ports stratégiques comme Bakou modernisent leurs infrastructures pour faciliter le fret.
Malgré son ambition, ce projet doit surmonter les obstacles liés aux coûts logistiques et aux délais frontaliers, qui augmentent le temps et les dépenses de transport, freinant son efficacité dans le commerce mondialisé.
Le 14 mai 2017, la Chine ouvre un sommet consacré au projet de « nouvelle route de la soie ».

### Histoire de l'Asie centrale
- Jean-Paul Roux, L'Asie centrale : Histoire et civilisations, Paris, Fayard, 1997, 528 p. (ISBN 2-213-59894-0)
- (en) Bira Shagdar, The Mongol Empire in the Thirteenth and Fourteenth Centuries: East-West Relations, in The Silk Roads: Highways of Culture and Commerce, ed. Vadime Elisseeff., Berghahn, Paris, 2000, 352 p. (ISBN 978-1-57181-222-3, lire en ligne)
- Jean-Paul Roux, Histoire de l'Iran et des Iraniens : Des origines à nos jours, Paris, Fayard, 2006, 521 p. (ISBN 2-213-62736-3)
- (en) Peter B. Golden, Central Asia in world history, Oxford, New York et Auckland, Oxford University Press, 2011, 178 p. (ISBN 978-0-19-515947-9)
- (en) Boris A. Litvinsky, Zhang Guang-da et R. Shabani Samghabadi (dir.), History of civilizations of Central Asia. Vol. III : The crossroads of civilizations : A.D. 250 to 750, Paris, UNESCO Pub., 1996, 569 p. (ISBN 92-3-103211-9)
- Étienne de la Vaissière, Asie centrale 300-850 : Des routes et des royaumes, Paris, Les Belles Lettres, 2024
- (en) Craig Benjamin, Empires of Ancient Eurasia: The First Silk Roads Era, 100 BCE – 250 CE, Cambridge University Press, 3 mai 2018 (ISBN 978-1-107-11496-8, lire en ligne)

### Route de la soie
- Jacques Anquetil, Routes de la soie : des déserts de l'Asie aux rives du monde occidental, Paris, J.C. Lattès, 1992, 406 p. (ISBN 2-7096-1112-0)
- Jerry Bentley, Old World Encounters: Cross-Cultural Contacts and Exchanges in Pre-Modern Times, Oxford University Press, 1993 (lire en ligne )
- Cécile Beurdeley, Sur les routes de la Soie : le grand voyage des objets d'art, Paris, Éditions du Seuil, 1985, 223 p. (ISBN 2-02-008663-8)
- Lucette Boulnois, La route de la soie : Dieux, guerriers et marchands, Genève, Olizane, coll. « Objectif Terre », 2010, 574 p. (ISBN 978-2-88086-383-8, lire en ligne)
- (en) Valerie Hansen, The Silk Road : A New History with Documents, Oxford, Oxford University Press, 2016
- Louis Hambis, Monique Maillard, Krishna Riboud, Simone Gaulier, Robert Jera-Bezard et Laure Feugère, L'Asie centrale, histoire et civilisation, Paris, Imprimerie nationale, 1977, 271 p., 33 cm, avec ill. et cartes dépl. en coul.
- Édith Huyghe et François-Bernard Huyghe, La route de la soie ou les empires du mirage, Paris, Payot, 2008, 506 p. (ISBN 978-2-228-90073-7)
- Édith et François-Bernard Huyghe, Les Routes du tapis, Paris, Gallimard, coll. « Découvertes Gallimard / Arts », no 462, 2004.
- (en) Xinru Liu, The Silk Road in World History, Oxford, Oxford University Press, 2010, 154 p. (ISBN 978-0-19-533810-2, lire en ligne)
- (en) Étienne de la Vaissière, « Central Asia and the Silk Road », dans Scott Fitzgerald Johnson (dir.), The Oxford Handbook of Late Antiquity, Oxford, Oxford University Press, 2012, p. 142-169
- Olivier Weber, Le Grand Festin de l'Orient, Paris, Éditions Robert Laffont, 2004
- (en) Susan Whitfield, Life along the Silk Road, Londres, John Murray, 2000, 256 p. (ISBN 0-7195-6401-8)
- (en) Susan Whitfield (dir.), Silk Roads : Peoples, Cultures, Landscapes, Londres et Oakland, Thames & Hudson et University of California Press, 2019
- dossier "Les Routes de la Soie. De la Préhistoire à demain", dirigé par Chloé Maurel, Cahiers d'histoire, n°151, 2021, en ligne sur: https://journals.openedition.org/chrhc/17218
- (en) James A. Millward, The Silk Road : A Very Short Introduction, Oxford et New York, Oxford University Press, coll. « Very Short Introductions », 2013

### Catalogues d'expositions
- A la rencontre de Sindbad, la route maritime de la soie, exposition. Paris : Musée national de la Marine, 1994
- Monique Cohen, Jean-Pierre Drège et Jacques Giès (éds.), La Sérinde, terre d'échanges : art, religion, commerce du Ier au Xe siècle, Paris, La Documentation française, 2000, 219 p. (ISBN 2-11-004281-8)
- Jean-Paul Desroches, L'Asie des steppes : d'Alexandre le Grand à Gengis Khan, Paris, Musée des arts asiatiques Guimet, 2001, 202 p. (ISBN 2-7118-4176-6)
- (en) Susan Whitfield, The Silk Road : Trade, Travel, War and Faith, Chicago, Serindia, 2004, 366 p. (ISBN 1-932476-12-1)
- (en) James C. Y. Watt (dir.), China : Dawn of a Golden Age, 200-750 AD, New York, New Haven et Londres, Metropolitan Museum of Art et Yale University Press, 2004 (lire en ligne)
- Susan Whitfield (dir.), La route de la soie : un voyage à travers la vie et la mort, Bruxelles, Fonds Mercator - Europalia international, 2009, 206 p. (ISBN 978-90-6153-892-9)
- Éric Lefebvre (dir.) et Huei-chung Tsao, Splendeur des Han : Essor de l'Empire Céleste, Paris, Flammarion et Musée national des arts asiatiques-Guimet, 2014, 255 p. (ISBN 978-2-08-134884-4)
- Valérie Zaleski (dir.) et al., Les routes de la soie : entre vestiges et imaginaire, Gand, Var, le Département, HDE Var, Snoeck, 2024

### Autres ouvrages
- (en) Edward H. Schafer, The Golden Peaches of Samarkand : A study of T’ang Exotics, Berkeley and Los Angeles, University of California Press, 1985 (1re éd. 1963), 399 p. (ISBN 0-520-05462-8, lire en ligne)
- (en) Janet Abu-Lughod, Before European Hegemony : the world system a.d. 1250–1350., Oxford University Press, New-York, 1989, 464 p. (ISBN 978-0-19-506774-3, lire en ligne)
- Ronald Findlay et Kevin H. O'Rourke, Power and Plenty: Trade, War, and the World Economy in the Second Millennium, 2007 (lire en ligne)
- Bruno Judic, L'océan Indien au Moyen Âge, Paris, Éditions Ellipses, coll. « Le monde : une histoire - mondes médiévaux », 2008
- Richard Foltz (trad. de l'anglais par Benoît Léger), Les religions de la Route de la soie : Les voies d'une mondialisation prémoderne, Montréal, Les Presses de l'Université Concordia, 2020 (1re éd. 1999 (en anglais)), 258 p. (ISBN 978-1-988111-01-8)
- Philippe Norel et Laurent Testot (dir.), Une histoire du monde global, Auxerre, Sciences humaines éd., 2012, 447 p. (ISBN 978-2-36106-029-9)
- (fr + en + fa) Jean-Claude Voisin, Forteresses de la route de la soie : de l'Hindou Kouch à la Méditerranée, Paris, L'Harmattan, 2017, 418 pages (ISBN 978-600-152-231-4)
- Étienne de la Vaissière, Histoire des marchands sogdiens, Paris, Paris, Institut des hautes études chinoises, 2016 (1re éd. 2002), 377 p., 25 cm (ISBN 978-2-85757-075-2)